# 吳石
吳石（1894年—1950年6月10日），名萃文，字虞薰，號湛然，福建省福州府閩縣（今福建省福州市倉山區螺洲鎮）人，中華民國國軍將領、中國共產黨黨員，中共在台諜報人員。

## 生平

### 早年參與辛亥革命
1894年生於福建省福州府閩縣螺洲鎮。先就讀鄉間私塾，後轉讀福州開智小學。1911年10月，響應武昌起義，報名參加福州北伐學生軍。同年底進武昌陆军中学就讀。成績優異畢業後，1914年8月入保定陸軍軍官學校就讀，為第三期砲兵科，1916年8月畢業。1929年如日本陆军炮兵学校就读。1934年从日本陆军大学毕业。

### 抗日
1942年，調往第四戰區。曾參加中國國民黨革命委員會:224。
吳石曾任第十六集團軍中將副總司令、中華民國國防部中將參謀次長。

### 被吸收擔任共諜、抵台失去共黨聯繫
1947年1月20日，國防部史料局成立，吳石任局長:8270。4月，何遂及儿子何康、吳石、中國共產黨中央委員會上海局書記劉曉等人在上海錦江飯店見面，吳石正式加入中國共產黨。此後，吳石以何遂家為中轉站，經常往返上海與福建，為中國共產黨送來很多重要情報。徐蚌會戰前，中國共產黨地下黨員、共軍中將吳仲禧在吳石的幫助下，取得「淮海戰場形勢圖」，轉道上海將情報交給潘漢年。此外，吳石還讓華中剿匪指揮部情報科科長胡宗憲多送一份《敵我雙方兵力位置圖》給吳仲禧參考。中華人民共和國成立前夕，吴石飛赴台灣，號稱“密使一號”，和中國共產黨漸失聯系。

### 恢復地下工作、被逮
1949年8月，何遂女兒何嘉奉命與何遂一道赴臺北市，併與早在那裏潛伏的何遂次子何世平會合，和吳石取得聯繫。在何遂影響下，吳石答應繼續為中國共產黨工作。吳石利用職務之便，搜集軍事資料，派舊部前往香港轉交中國共產黨人員。
1950年3月2日被捕，諜報組織及交通員多人被捕。高等軍法會審庭先請總統核示後再製作判決書，1950年5月30日宣判由蔣中正指派蔣鼎文與韓德勤、劉詠堯負責審判，朱諶之、陳寶倉、聶曦、王正均、林志森皆因此案遭判死刑，負責審理的蔣鼎文與韓德勤、劉詠堯聯名為吳石等人陳情（轉報蒋中正總統有關被告於法庭之懺悔言詞），蔣中正震怒，以其三人為犯人說情殊為不法之至，應即將三人革除原職，後改以記過處分。。吳鶴予、方克華、江愛訓、王濟甫等被判刑。吳石后被軍事法庭判處死刑；6月10日下午四時，吴石将军於台北市萬華區馬場町刑場被执行死刑，終年56岁。
1965年，中華人民共和國追認其為革命烈士。1973年，毛澤東、周恩來確認吳石為革命烈士。
1994年，吴石的骨灰由何康主持安葬在北京市福田公墓，紧邻何遂夫妇墓地。
2013年10月，北京西山國家森林公園無名英雄廣場為紀念來台灣、在1950年代被處決中國共產黨特工無名英雄紀念碑正前方，自南至北依次豎立陳寶倉、朱楓、吳石、聶曦四人的雕像。

### 促轉會撤銷刑事判決
2019年，中華民國促進轉型正義委員會宣告吳石案所涉之方克華、吳鶴予、江愛訓、林志森、王濟甫、王正均之刑事有罪判決暨其刑、處分等，於民國106年（2017年）12月29日（即《促進轉型正義條例》施行之日）視為撤銷，並依照《戒嚴時期不當叛亂暨匪諜審判案件補償條例》補償。

## 相關作品
1950年1月，毛泽东曾写一五言绝句诗《赞“密使一号”》：
|                            | 惊涛拍孤岛，碧波映天晓。 虎穴藏忠魂，曙光迎来早。 |
| ——毛泽东，《赞“密使一号”》 |                                                   |

后世多认为这“密使一号”即暗指吴石，而这诗也成了毛澤東唯一的一首赞扬中国共产党情报战线英雄的诗。
2009年，电视剧《潜伏》在中国大陆热播，他被认为是最接近剧中男主角余则成的原型。
2018年电视剧《换了人间》，许文广饰演吴石。